# Toana thioptera
Toana thioptera är en fjärilsart som beskrevs av Turner 1945. Toana thioptera ingår i släktet Toana och familjen nattflyn. Inga underarter finns listade i Catalogue of Life.